# Poganowo
Poganowo (niem. Gross Bürgersdorf) – wyludniona wieś w Polsce, położona w województwie warmińsko-mazurskim, w powiecie kętrzyńskim, w gminie Kętrzyn.
W latach 1975–1998 miejscowość administracyjnie należała do województwa olsztyńskiego.

## Historia wsi
Poganowskie lasy należały do miasta Kętrzyna od 1438 roku. Wieś powstała pod koniec XVII w. W roku 1818 we wsi było 16 domów i 113 mieszkańców, a w pobliskim folwarku Małe Poganowo - 3 domy i 24 mieszkańców. W 1939 wieś razem z przysiółkami miała 329 mieszkańców. Przed 1945 we wsi funkcjonowała jednoklasowa szkoła. W kronice szkoły podany był opis miejsca związanego z historią powstania herbu Kętrzyna. Informacje z kroniki szkolnej wykorzystano przy opisie wsi Zalesie Kętrzyńskie.
Wieś wyludniła się po wyjeździe ostatnich Mazurów w drugiej połowie XX w. 
W 2007 r. kętrzyńscy archeolodzy odkryli w Poganowie potężny kompleks, położony w lesie i zajmujący powierzchnię ponad pięciu hektarów, składający się z grodziska, kilku osad i miejsca kultu. Grodzisko było zasiedlone już we wczesnej epoce żelaza około IV-III wieku p.n.e.; ponowne zajęcie tego terenu nastąpiło dopiero około X-XI wieku n.e. – co wnoszone jest po odkrytej ceramice. Najciekawszym elementem całego kompleksu jest miejsce, gdzie prawdopodobnie odprawiano kult pogański, w ofierze przypuszczalnie składając konie (świadczą o tym kamienne konstrukcje zawierające wiele końskich kości bez śladów konsumpcji – według badacza Mariusza Wyczółkowskiego były to małe osobniki typu konika polskiego).
Największą sensacją archeologiczną było odkrycie kamiennej baby pruskiej. Obiekt po konserwacji w 2008 znalazł się w Muzeum im. Wojciecha Kętrzyńskiego w Kętrzynie.